# ميخائيل بروبست
ميخائيل بروبست (بالألمانية: Michael Probst)‏ (11 نوفمبر 1962 في ألمانيا - ) هو لاعب كرة قدم ألماني في مركز حراسة المرمى. لعب مع بايرن ميونخ الثاني وبايرن ميونخ وميونخ 1860 ونادي أونترهاخينغ ونادي ميونيخ 1879 وSpVgg Landshut ‏ وSV Lohhof ‏ و وTSV 1860 Munich II ‏ وBSC Sendling ‏ وTSV Eching ‏ وSV Türkgücü-Ataspor München ‏.

## وصلات خارجية
- ميخائيل بروبست على موقع قاعدة بيانات كرة القدم.إي يو (الإنجليزية)
- ميخائيل بروبست على موقع بيانات كرة القدم. دي إي (الألمانية)
- ميخائيل بروبست على موقع عالم كرة القدم.نت (الإنجليزية)